# Cercidia
Genre
Cercidia est un genre d'araignées aranéomorphes de la famille des Araneidae.

## Distribution
Les espèces de ce genre se rencontrent en zone holarctique.

## Liste des espèces
Selon World Spider Catalog (version 17.0, 02/03/2016) :
- Cercidia levii Marusik, 1985
- Cercidia prominens (Westring, 1851)
- Cercidia punctigera Simon, 1889

## Publication originale
- Thorell, 1869 : On European spiders. Part I. Review of the European genera of spiders, preceded by some observations on zoological nomenclature. Nova Acta Regiae Societatis Scientiarum Upsaliensis. Upsaliae, sér. 3, vol. 7, p. 1-108 (texte intégral).